# Gerald Lehner
Gerald Lehner (født 12. marts 1968, død 2. september 2016) var en fodbolddommer fra Østrig. Han dømte to kampe i U-21 EM for mænd i Portugal i 2006.
| Biografi | Spire Denne biografi om en fodbolddommer er en spire som bør udbygges. Du er velkommen til at hjælpe Wikipedia ved at udvide den. |